# Jean Picy
Jean Picy (né le 11 octobre 1893 à Paris et mort le 2 mai 1967 à Nice) est un footballeur français évoluant au poste d'attaquant.

## Carrière
Jean Picy, mécanicien et sportif éclectique (cyclisme, plongeon, ’athlétisme, lutte et même hockey au sein de l’Union athlétique et vélocipédique parisienne (UAVP)), évolue à l'Olympique de Pantin lorsqu'il connaît sa première et unique sélection en équipe de France de football.  
Dès 1910, L'Auto disait de Picy, attaquant pivot dans le style déménageur, qu'il « a l’étoffe pour faire un grand joueur. Du travail et de la persévérance viendront à bout de ses quelques défauts ».  
Il affronte sous le maillot français le 29 mars 1914 lors d'un match amical à Turin l'équipe d'Italie de football. Les Italiens s'imposent sur le score de 2-0.  
Mais à l’instar des autres avants, Picy passe à côté de son match, en jouant apparemment avec des œillères. «Picy n’avait pas l’air de se douter qu’il avait des ailiers de classe qui, s’ils recevaient le ballon de lui, pourraient peu de temps après, le lui repasser. Il voulait dribbler mais l’admirable Fossati, demi centre remarquable, lui prit le ballon neuf fois sur dix », relaie L’Intransigeant.  
Maréchal des logis blessé à la fin de la guerre par un éclat d’obus causant des plaies multiples de la face du bras gauche, du petit doigt et des membres inférieurs – il obtiendra plusieurs décorations comme la Croix de guerre, deux Étoiles de bronze et une Étoile d’argent – Picy rejouera avec l’Olympique en 1919, en équipe réserve. 